# هلن کاستلو
هلن کاستلو (انگلیسی: Helene Costello؛ ‏ ۲۱ ژوئن ۱۹۰۶ – ۲۶ ژانویهٔ ۱۹۵۷) یک هنرپیشه اهل ایالات متحده آمریکا بود.
از فیلم‌هایی که وی در آن نقش داشته‌است، می‌توان به نمایش نمایش‌ها اشاره کرد.